# Elecciones federales de Malasia de 1999
Las décimas elecciones federales de Malasia, undécimas desde el establecimiento del Consejo Legislativo Federal, y novenas desde la unificación del país, tuvieron lugar el 29 de noviembre de 1999. Se escogieron a los 193 miembros del Dewan Rakyat, la cámara baja del parlamento, mediante escrutinio mayoritario uninominal, y los 70 miembros del Dewan Negara, cámara alta elegida indirectamente por la cámara baja. Exceptuando Sabah y Sarawak, se renovaron también las Asambleas Legislativas de once de los trece estados federales.
Después de la crisis financiera asiática en 1997 y el posterior enfrentamiento en 1998 entre el primer ministro Mahathir Mohamad y su popular vice primer ministro Anwar Ibrahim, quien fue destituido y encarcelado, la coalición gobernante y hegemónica Barisan Nasional (Frente Nacional) debió disputar las elecciones por primera vez contra una sola coalición opositora que presentó candidatos en casi todos los escaños bajo el liderazgo de la esposa de Anwar, Wan Azizah Wan Ismail, el líder opositor Lim Kit Siang y el líder islamista Fadzil Noor. Esta alianza, conocida como Barisan Alternatif (Frente Alternativo) y compuesta por cuatro partidos, no pudo registrarse legalmente pero presentó un manifiesto unificado.
Aunque hubo altas expectativas opositoras durante la campaña, el Barisan Nasional revalidó su mandato con una holgada victoria al recibir el 56.53% del voto popular y conservar una mayoría de dos tercios con 148 de los 193 escaños del Dewan Rakyat. El Barisan Alternatif logró capitalizar casi todo el voto descontento con un 40.23% de los sufragios, representando la primera ocasión en la historia de Malasia en la que el segundo frente más votado superó el 30% de los votos. En tercer lugar, el Partido Unido de Sabah (PBS), obtuvo solo el 2.16% de los votos y 4 escaños. Ninguna otra fuerza política logró obtener representación. A pesar de la novedad que significó la irrupción del BA, las principales fuerzas progresistas de la coalición, el DAP y el recientemente fundado KEADILAN sufrieron un fuerte revés al recibir menos votos de lo esperado, con el líder del DAP Lim Kit Siang perdiendo su escaño y el KEADILAN recibiendo solo 5 bancas. El Partido Islámico Panmalayo (PAS), se convirtió en el principal partido de la oposición, asumiendo Fadzil Noor el liderazgo parlamentario del Barisan Alternatif.
En el plano estatal, el BN logró ganar en diez de los doce estados disputados (gobernando además Sarawak, que había celebrado sus elecciones en 1996), siendo derrotado por tercera vez en Kelantan, y perdiendo el gobierno de Terengganu ante el Partido Islámico Panmalayo, obteniendo el BA mayoría de dos tercios en ambas legislaturas. Aunque los comicios no fueron considerados un desafío auténtico para el liderazgo del BN, no pudo evitar traslucir el descontento de varios sectores de la población al perder más de 100.000 votos, 14 escaños federales y dos gobiernos estatales ante el BA. El crecimiento opositor no dejó a las elecciones exentas de acusaciones por irregularidades. Varias organizaciones no gubernamentales malasias, así como la comunidad internacional, cuestionaron el resultado y la imparcialidad de la Comisión Electoral, así como se realizaron varias denuncias de "votantes fantasmas", y las restricciones que impedían a la oposición acceder a los medios de comunicación. Esto no impidió que Mahathir fuese reelegido para un quinto mandato.

## Sistema electoral
Todo ciudadano que haya alcanzado la edad de veintiún años y que esté en la "fecha de calificación" (fecha por referencia a la cual se preparan o revisan las listas electorales) residente en un distrito electoral o, si no es así, se clasifica como "votante ausente" (uno que está registrado como un votante ausente con respecto a ese distrito electoral) tiene derecho a votar en ese distrito electoral en cualquier elección del Dewan Rakyat. Una persona está descalificada para ser elector si en la fecha de calificación está detenido como una persona con problemas de juicio, está en quiebra sin cargos, está cumpliendo una condena de prisión, o sigue siendo responsable, en virtud de una condena en cualquier parte de la Mancomunidad de Naciones, a una sentencia de muerte o encarcelamiento por un término superior a doce meses.
Los registros electorales se elaboran a nivel de distrito electoral y se revisan anualmente. El voto no es obligatorio. El voto postal está permitido para los votantes ausentes, los miembros de la fuerza policial, los responsables de ciertos deberes en la jornada electoral y los miembros de la Comisión Electoral misma. Todo ciudadano residente en la Federación está calificado para ser miembro del Dewan Rakyat si no tiene menos de 21 años y del Dewan Negara si tiene al menos treinta años.
Una persona está inhabilitada para ser miembro de cualquiera de las dos Cámaras del Parlamento si debe lealtad a cualquier país que no pertenezca a la Federación, haya sido declarado mentalmente insano, haya quedado en quiebra sin cargos, o haya sido condenado y sentenciado a una pena de no menos de un año o una multa de no menos de $2,000. Personas que tienen un "oficio público pago" (un trabajo de tiempo completo en cualquiera de los servicios públicos, como el cargo de cualquier juez del Tribunal Federal o de un Tribunal Superior, de procurador general o de un miembro de la Comisión Electoral), por su parte, no pueden ser simultáneamente miembros del Parlamento.
Cada candidato al Parlamento, que no necesita necesariamente ser miembro de un partido político: debe contar con el apoyo de seis electores registrados de su circunscripción. Un candidato al Dewan Rakyat debe hacer un depósito monetario de 1,000 Ringgit, que se reembolsan si el candidato recibe más de un octavo de los votos de la circunscripción disputada. Un candidato al Parlamento debe presentar una devolución de los gastos de campaña dentro del tiempo y el modo requeridos por la ley. Los gastos máximos permitidos son de 20,000 Ringgit.
Los diputados son elegidos en 193 distritos electorales de un solo miembro por mayoría simple de votos para un mandato de cinco años. Las elecciones parciales se llevan a cabo, o se realizan nombramientos, dentro de los 60 días (90 días en los estados de Sabah y Sarawak) para llenar los escaños parlamentarios que quedaran vacantes en las elecciones generales. Los escaños de los diputados que quedan vacantes dentro de los seis meses posteriores a la disolución programada del Parlamento no se cubren.

## Contexto

### Crisis Financiera Asiática
Mahathir Mohamad fue designado primer ministro de Malasia y líder de la Organización Nacional de los Malayos Unidos en julio de 1981. Desde poco después de iniciado su mandato, Anwar Ibrahim, designado Ministro de Educación en 1986, se perfilaba como su posible vice primer ministro y, posiblemente, su sucesor. En 1991, Ibrahim ascendió al cargo de Ministro de Finanzas, y en 1993, al cargo de vice primer ministro luego de vencer a Ghafar Baba en las primarias. Como Ministro de Finanzas, Ibrahim mantuvo la prosperidad y crecimiento económico que hasta entonces disfrutaba el país, lo que lo llevó a ser nombrado Ministro de Finanzas del Año por la publicación Asiamoney en 1996. En 1997, al momento de la crisis financiera asiática, entre mayo y julio, Anwar ejercía como primer ministro interino mientras Mahathir se encontraba de vacaciones.
En julio de 1997 estalló en Tailandia la crisis con la devaluación del baht tailandés. Tan solo unos días después, el ringgit malayo se vio afectado por la especulación, y la tasa pasó del 8% al 40% en una sola noche. Esto condujo a rebajas de calificación y una venta generalizada en los mercados de acciones y divisas. Para finales de 1997, la moneda malaya había perdido la mitad de su valor. En respuesta a esto, el gobierno de Mahathir impuso un estricto control de capital e introdujo una paridad de 3.80 con el dólar estadounidense. Anwar, como Ministro de Finanzas, apoyó el plan del Fondo Monetario Internacional (FMI). También instituyó un paquete de austeridad que redujo el gasto gubernamental en un 18%, recortó los salarios ministeriales y postergó los grandes proyectos. Los "megaproyectos", a pesar de ser una piedra angular de la estrategia de desarrollo de Mahathir, se vieron enormemente restringidos. Aunque muchas compañías malayas se enfrentaron a la bancarrota, Anwar declaró: "No se trata de ningún rescate, los bancos podrán protegerse y el gobierno no interferirá". Anwar abogó por un enfoque de libre mercado para la crisis, incluida la inversión extranjera y la liberalización del comercio. Mahathir culpó a los especuladores de divisas como George Soros por la crisis, y apoyó los controles de divisas y una regulación más estricta de la inversión extranjera.

### Caída de Anwar Ibrahim
El manejo de Anwar de la crisis financiera apuntaló su carrera política. En marzo de 1998, fue seleccionado como presidente del Comité de Desarrollo del Banco Mundial y el Fondo Monetario Internacional hasta septiembre de ese mismo año. Fue nombrado, al mismo tiempo "Asiático del Año" por la revista Newsweek. Sin embargo, todo esto logró que la relación entre Mahathir y Anwar comenzara a desquebrajarse, en gran medida debido a los puntos de vista conflictivos entre ambos para detener la crisis. El ataque frontal de Anwar contra lo que describió como la cultura generalizada de nepotismo y amiguismo dentro de la UMNO (y la coalición gobernante en su conjunto) enfureció a Mahathir, al igual que sus intentos de desmantelar las políticas proteccionistas que Mahathir había establecido. El "cronismo" fue identificado por Anwar como una de las principales causas de corrupción y malversación de fondos en el país. 
Para mediados de 1998, el enfrentamiento entre Anwar y Mahathir llegó a un punto crítico. El ala de la Juventud de la UMNO, encabezada por el asociado de Anwar, Ahmad Zahid Hamid, notificó que iniciaría un debate sobre "amiguismo y nepotismo". El 2 de septiembre, Anwar fue retirado oficialmente de su cargo y reemplazado por Abdullah Ahmad Badawi. En la Asamblea General, un libro, 50 Dalil Kenapa Anwar Tidak Boleh Jadi PM ("50 Razones por las cuales Anwar no puede convertirse en Primer Ministro") se circuló conteniendo alegatos gráficos de homosexualidad, así como acusaciones de corrupción contra Anwar. El libro fue escrito por Khalid Jafri, del Harian National. Anwar obtuvo una orden judicial para evitar la distribución del libro y presentó una demanda contra el autor por difamación. La policía acusó al autor del libro de publicación maliciosa de noticias falsas. La policía recibió instrucciones de investigar la veracidad de los reclamos.
En lo que el Sydney Morning Herald denominó un "ajuste de cuentas descaradamente político", Anwar fue arrestado el 20 de septiembre de 1998. Posteriormente fue acusado de corrupción por supuestamente interferir con las investigaciones policiales sobre denuncias de conducta sexual inapropiada contra él. Mientras estaba bajo custodia policial en 1998, Anwar fue golpeado por el entonces inspector general de la Policía, Rahim Noor. Posteriormente, Rahim fue declarado culpable de asalto y encarcelado durante dos meses en 2000. Hizo una disculpa pública ante Anwar y pagó una suma no revelada de dinero por los daños. En abril de 1999, después de un juicio, Anwar fue condenado a seis años de prisión. Dos meses más tarde, fue sentenciado a nueve años de prisión, condena que se le ordenó cumplir después de completar su sentencia de seis años por el caso de sodomía. Su juicio y condena fueron ampliamente desacreditados por la comunidad internacional. Amnistía Internacional afirmó que el juicio "expuso un patrón de manipulación política de las principales instituciones estatales, incluida la policía, la fiscalía y el poder judicial" y declaró a Anwar un preso de conciencia, afirmando que había sido arrestado con el fin de silenciarlo como oponente político.

### Fundación del Barisan Alternatif
Poco después de su destitución, Anwar había iniciado el movimiento Reformasi (Reformismo) basándose en el mismo movimiento que había derrocado al régimen de Suharto en la vecina Indonesia meses atrás. Tal movimiento consistió en una serie de disturbios sociales, desobediencia civil, manifestaciones y activismo en línea. El movimiento contó con un amplio apoyo de la población local y un respaldo prácticamente declarado de la comunidad internacional, incluyendo el vicepresidente de los Estados Unidos, Al Gore. Aprovechando la creciente popularidad de dicho movimiento, la esposa de Anwar, Wan Azizah Wan Ismail, ayudó a fundar el Partido de la Justicia Nacional (Keadilan), que inició las negociaciones con el Partido de Acción Democrática (DAP) y el Partido Islámico Panmalayo (PAS), hasta entonces las dos principales fuerzas de oposición del país, para fundar una coalición opositora que disputase las siguientes elecciones generales. Se fundó de este modo el Barisan Alternatif o Frente Alternativo (BA), que incluía también al Partido Popular de Malasia (PRM).

## Organización y controversia
La disolución del Parlamento el 11 de noviembre de 1999, más de siete meses antes de su disolución obligatoria (el 7 de junio de 2000) influyó mucho en el resultado de los comicios debido a que cerca de 600.000 jóvenes que, de haber cumplido el legislativo el mandato completo, habrían podido votar, no tenían la edad requerida para hacerlo y, por lo tanto, se vieron privados de tal derecho. El voto juvenil hubiera tenido un alto impacto debido a que la gran mayoría de la población joven se había enemistado con el gobierno de Mahathir luego del arresto de Anwar y había participado de las manifestaciones recientes. El gobierno también eliminó los quince minutos en la televisión estatal que por ley electoral correspondían a la oposición. Por estas restricciones, la elección sería considerada por analistas políticos como "libre, pero no justa".

## Campaña
La campaña llegó a su mínimo histórico al durar tan solo nueve días, durante los cuales la oposición no tuvo acceso a los medios estatales y se vio asfixiada económicamente por el oficialismo. El Barisan Nasional hizo campaña centrándose en su buen gobierno del país y en el manejo de la crisis financiera asiática, a pesar de que estos logros se dieron durante la administración del ahora opositor Anwar como Ministro de Finanzas. Había alrededor de 3.000 vallas publicitarias del frente oficialista afirmando que la población debía seguir apoyando electoralmente al BN para mantener una prosperidad continua. En general, sin embargo, partidos componentes de la coalición recurrieron a mostrar carteles de sus candidatos en el distrito electoral donde estos se presentaban. La gran cantidad de restricciones impuestas por la ley electoral para pegar una valla publicitaria, y la sobrecolocación de anuncios del oficialismo impidió que muchos candidatos opositores pudieran hacer lo mismo. El BN también tuvo ventaja al colocar anuncios en periódicos, pues tenía bajo su control la mayoría de los medios de comunicación. Casi todo el los medios impresos y los canales de radio y televisión dedicaron gran parte de sus noticias, programas y cobertura electoral para promover los logros del gobierno.
Una gran cantidad de partidos, tanto de la oposición como de la coalición gobernante, comenzaron a hacer campaña por medio de la internet. Muchos partidos crearon sus propios sitios web mucho antes de que las elecciones fueran anunciadas. El campo del ciberespacio fue mucho más pluralista y numerosos sitios web favorables a la oposición, como Sangkancil, Laman Reformasi, Free Malaysia, entre otros, fueron creados y se perfilaron como espacios para el debate abierto sobre temas políticos y económicos. Sin embargo, debido a que la internet en ese entonces recién llegaba al país como una novedad más visible en los grandes centros urbanos, y con poca incidencia en los votantes mayores y en los sectores rurales y bajos, el impacto de la misma en la elección de 1999 fue marginal en comparación a lo que sería en las dos décadas posteriores.
En su manifiesto, el Barisan Nasional promovía un continuismo en las políticas del gobierno de Mahathir, conocida como Visión 2020, que preveía la transformación de Malasia en una nación desarrollada para dicho año. Su manifiesto pedía al electorado dar "otro voto de confianza al BN" para "continuar desarrollando el país a través de la planificación, la estrategia, y la implementación de políticas que pueden elevar la prosperidad de la gente a niveles absolutos hacia el nuevo milenio en línea con los objetivos de la Visión 2020". El lema de campaña del oficialismo fue "Libres, Unidos y Exitosos". A pesar del supuesto tono conciliatorio de la campaña, durante la semana que duró la misma, en los medios de comunicación se llegó a afirmar que se podrían repetir los disturbios del 13 de mayo de 1969 si la oposición ganaba las elecciones, lo cual fue visto como un intento de intimidación.
Por su parte, el Barisan Alternatif, aunque era una coalición informal y sus cuatro componentes compitieron bajos sus propios símbolos electorales, lanzaron un manifiesto conjunto titulado "Hacia una Malasia Más Justa". En él, la alianza consideró la concentración excesiva de poder en el ejecutivo, y particularmente en las manos de un individuo en particular como el principal problema que enfrentaba Malasia. El BA culpó a la administración del BN de destruir la autoridad de varias instituciones democráticas (especialmente con la crisis judicial de 1988, calificada de "Judicidio"), socavar el bienestar y la paz del pueblo malasio; e introducir en el país la corrupción, el nepotismo, y el amiguismo. Como alternativa, el manifiesto prometía una fuerte economía nacional, mayor transparencia y responsabilidad del gobierno, unidad nacional y la formación de una sociedad genuinamente democrática. Entre sus principales promesas se encontraba la derogación de la Ley de Seguridad Interna, impuesta en 1960 y que autorizaba las detenciones sin juicio; la restauración de la libertad de prensa, y un límite de dos mandatos para el primer ministro y los jefes de gobierno estatales.
Aunque se comprometió a mantener los privilegios de los bumiputra, el BA se propuso acabar con la pobreza de los demás sectores de la población. Entre las promesas económicas, se propuso elevar el nivel de ingresos exentos de impuestos hasta RM12.000 por año, aumentar las asignaciones para niños a niveles razonables, eliminar la pobreza extrema, acabar con todos los mega-proyectos derrochadores del gobierno de Mahathir y modernizar la agricultura, y aumentar la producción de alimentos en interés de la seguridad alimentaria y la autonomía nacional. Además, restauraría la autonomía de las universidades y las becas, garantizaría servicios sociales integrales, elevaría la edad de jubilación a 60 y la licencia de maternidad a 90 días, introduciría una semana laboral de cinco días y corregiría el salario mínimo mensual, y estableceía una tasa de seguridad mínima para que los ciudadanos pudieran ser autosuficientes.
En Sabah, el Partido Unido de Sabah buscaba recuperar el control del estado, perdido en las elecciones de 1994. En su manifiesto se comprometió a buscar "restaurar la posición legítima de Sabah en la Federación". Aunque no formó parte de la coalición, logró llegar a un acuerdo con el BA y la mayoría de los escaños en el estado fueron disputados entre el BN y el PBS. En Sarawak, el BA recibió el apoyo del Partido de la Reforma Estatal (STAR), logrando algunos pactos con el KEADILAN y el DAP.

## Resultados

### Dewan Rakyat
El Frente Nacional obtuvo el 56.53% de los votos y conservó la mayoría calificada de dos tercios gracias al sistema de escrutinio mayoritario uninominal defectuoso del país, en medio de denuncias de gerrymandering de parte de la oposición. El Frente Alternativo, por su parte, logró un sorpresivo 40.23% de los votos, pero obtuvo menos del 22% de los escaños. El Partido Islámico Panmlayo (PAS), principal partido islamista del país, se perfiló como la figura más fuerte de la oposición al convertirse en el tercer partido individual con más escaños (detrás de la UMNO y la MCA, ambos del BN) y el segundo más votado, conservar el gobierno estatal de Kelantan por aplastante margen y lograr una sorpresiva y arrolladora victoria en Terengganu, gobierno que el BN mantenía desde 1961. Con mayoría de dos tercios en las dos legislaturas anteriormente mencionadas, el PAS alcanzó su apogeo electoral.
El nuevo Partido de la Justicia Nacional (Keadilan), liderado por la esposa de Anwar Ibrahim, Wan Azizah Wan Ismail, aunque logró un resultado aceptable para una fuerza política fundada ese mismo año, con un 11.67% de los votos, se vio paralizado por el encarcelamiento de la mayoría de sus dirigentes al momento de las elecciones y solo pudo obtener 5 escaños, siendo uno ocupado por la presidenta del partido.
La crisis dentro del Partido de Acción Democrática (DAP) por haberse unido a una coalición con un partido islamista y una escisión del oficialismo se hizo evidente al perder gran parte de su antigua hegemonía opositora, perdiendo su líder Lim Kit Siang no solo el liderazgo parlamentario de la oposición ante el PAS, sino también su escaño ante el Barisan Nasional. En Selangor, zona de mayor afluencia de los votantes de DAP, el Frente Alternativo no consiguió escaños, y en el Territorio Federal de Kuala Lumpur, un bastión tradicional de la centroizquierda, el oficialismo ganó por estrecho margen.
Una característica interesante del nuevo Dewan Rakyat fue que de los 193 diputados, 20 eran mujeres, por lo que por primera vez desde la primera elección federal, las mujeres ocuparían más de un 10% de la legislatura.
|  | 30.62 % |

|  | 37.31 % |

|  | 14.48 % |

|  | 15.03 % |

|  | 3.22 % |

|  | 3.11 % |

|  | 2.66 % |

|  | 3.63 % |

|  | 2.00 % |

|  | 3.63 % |

|  | 1.55 % |

|  | 5.70 % |

|  | 0.80 % |

|  | 3.11 % |

|  | 0.73 % |

|  | 1.55 % |

|  | 0.72 % |

|  | 1.04 % |

|  | 0.71 % |

|  | 2.07 % |

|  | 0.20 % |

|  | 0.52 % |

|  | 0.19 % |

|  | 0.00 % |

|  | 0.18 % |

|  | 0.52 % |

|  | 56.53 % |

|  | 76.68 % |

|  | 14.99 % |

|  | 13.99 % |

|  | 12.53 % |

|  | 5.18 % |

|  | 11.67 % |

|  | 2.59 % |

|  | 1.04 % |

|  | 0.00 % |

|  | 40.23 % |

|  | 21.76 % |

|  | 2.16 % |

|  | 1.55 % |

|  | 0.35 % |

|  | 0.00 % |

|  | 0.12 % |

|  | 0.00 % |

|  | 0.01 % |

|  | 0.00 % |

|  | 0.00 % |

|  | 0.00 % |

|  | 0.59 % |

|  | 0.00 % |

### Resultado por estado
|  | 56.17 % |

|  | 79.81 % |

|  | 43.83 % |

|  | 55.77 % |

|  | 78.97 % |

|  | 44.23 % |

|  | 60.94 % |

|  | 76.62 % |

|  | 38.91 % |

|  | 0.09 % |

|  | 0.06 % |

|  | 58.70 % |

|  | 81.23 % |

|  | 41.24 % |

|  | 0.06 % |

|  | 51.36 % |

|  | 76.68 % |

|  | 48.44 % |

|  | 0.20 % |

|  | 63.66 % |

|  | 59.70 % |

|  | 35.83 % |

|  | 0.51 % |

|  | 54.13 % |

|  | 74.12 % |

|  | 45.87 % |

|  | 56.10 % |

|  | 74.12 % |

|  | 43.44 % |

|  | 0.15 % |

|  | 0.31 % |

|  | 50.21 % |

|  | 74.12 % |

|  | 49.39 % |

|  | 0.10 % |

|  | 0.30 % |

|  | 59.20 % |

|  | 74.88 % |

|  | 40.80 % |

|  | 56.75 % |

|  | 77.90 % |

|  | 43.25 % |

|  | 73.38 % |

|  | 70.22 % |

|  | 26.62 % |

|  | 71.34 % |

|  | 65.51 % |

|  | 17.84 % |

|  | 10.82 % |

|  | 58.57 % |

|  | 61.35 % |

|  | 33.87 % |

|  | 4.99 % |

|  | 2.57 % |

|  | 65.95 % |

|  | 63.43 % |

|  | 29.50 % |

|  | 4.55 % |

### Asambleas Legislativas Estatales
| Estado/ Territorio federal | Barisan Nasional | Barisan Nasional | Barisan Nasional | Barisan Nasional | Barisan Alternatif | Barisan Alternatif | Barisan Alternatif | Barisan Alternatif | PBS     | PBS    | PBS     | PBS         | Independientes y otros | Independientes y otros | Independientes y otros | Independientes y otros |
| Estado/ Territorio federal | Votos            | %                | Escaños          | ±                | Votos              | %                  | Escaños            | ±                  | Votos   | %      | Escaños | ±           | Votos                  | %                      | Escaños                | ±                      |
| -------------------------- | ---------------- | ---------------- | ---------------- | ---------------- | ------------------ | ------------------ | ------------------ | ------------------ | ------- | ------ | ------- | ----------- | ---------------------- | ---------------------- | ---------------------- | ---------------------- |
| Perlis                     | 46.134           | 57.41%           | 12               | 3                | 34.231             | 42.59%             | 3                  | 3                  |         |        |         |             |                        |                        |                        |                        |
| Kedah                      | 301.054          | 54.41%           | 24               | 10               | 249.747            | 45.14%             | 12                 | 10                 | 2.509   | 0.45%  | 0       | Sin cambios |                        |                        |                        |                        |
| Kelantan                   | 229.243          | 44.33%           | 2                | 5                | 287.807            | 55.65%             | 41                 | 17                 | 72      | 0.02%  | 0       | 12          |                        |                        |                        |                        |
| Terengganu                 | 130.029          | 41.87%           | 4                | 21               | 180.239            | 58.05%             | 28                 | 21                 | 253     | 0.08%  | 0       | Sin cambios |                        |                        |                        |                        |
| Penang                     | 282.191          | 58.54%           | 30               | 2                | 198.577            | 41.20%             | 3                  | 1                  | 1.246   | 0.26%  | 0       | Sin cambios |                        |                        |                        |                        |
| Perak                      | 414.962          | 55.44%           | 44               | 7                | 331.879            | 44.34%             | 8                  | 7                  | 1.584   | 0.21%  | 0       | Sin cambios |                        |                        |                        |                        |
| Pahang                     | 202.913          | 55.44%           | 30               | 7                | 162.657            | 44.44%             | 8                  | 7                  | 432     | 0.12%  | 0       | Sin cambios |                        |                        |                        |                        |
| Selangor                   | 485.192          | 56.52%           | 42               | 3                | 369.804            | 43.08%             | 6                  | 3                  | 3.425   | 0.40%  | 0       | Sin cambios |                        |                        |                        |                        |
| Negeri Sembilan            | 170.735          | 60.16%           | 32               | 2                | 112.345            | 39.58%             | 0                  | 2                  | 724     | 0.26%  | 0       | Sin cambios |                        |                        |                        |                        |
| Malacca                    | 131.788          | 56.96%           | 21               | 1                | 99.574             | 43.04%             | 4                  | 1                  |         |        |         |             |                        |                        |                        |                        |
| Johor                      | 599.593          | 72.60%           | 40               | Sin cambios      | 226.125            | 27.38%             | 0                  | Sin cambios        | 131     | 0.02%  | 0       | Sin cambios |                        |                        |                        |                        |
| Sabah                      | 239.375          | 46.29%           | 31               | 8                | 1.402              | 0.27%              | 0                  | Sin cambios        | 213.976 | 41.38% | 17      | 9           | 62.376                 | 12.06%                 | 0                      | Sin cambios            |
| Total                      | 3.233.209        | 55.99%           | 312              | 26               | 2.254.387          | 39.04%             | 113                | 68                 | 213.976 | 3.71%  | 17      | 9           | 72.752                 | 1.26%                  | 0                      | 12                     |

## Consecuencias
Mahathir dio una conferencia posterior al anuncio de los resultados para anunciar y celebrar la décima victoria consecutiva de la coalición y la quinta bajo su mando. Durante la misma declaró: "En una elección siempre es posible perder tanto como ganar, entonces aceptamos que perdimos los gobiernos estatales de Kelantan y Terengganu. Aceptamos eso porque nuestro país es democrático". A pesar de que protestaron por el manejo de las elecciones, la dirigencia del Barisan Alternatif aceptó el resultado. Lim Kit Siang, Secretario General del Partido de Acción Democrática que perdió su escaño en los comicios, afirmó que el pobre desempeño de su partido tuvo muchos motivos y factores, pero que el mayor de ellos fue su incapacidad de convencer al electorado chino de que el DAP se había unido al BA (liderado en su mayoría por malayos) con el objetivo de "establecer una democracia parlamentaria real y vibrante". Su declaración final con respecto a su derrota fue "los votantes han hablado y acepto el veredicto".
Sin embargo, los partidos de la oposición en su conjunto denunciaron que habrían obtenido muchos más escaños sí la elección "fuera libre y justa en el sentido auténtico de la palabra". La coalición alternativa demandó que el censo electoral no estaba bien actualizado, y que los nombres de varios electores fueron transferidos de un distrito electoral a otro sin el conocimiento de los votantes afectados. Fuentes de la oposición también alegaron que a algunos de los 680.000 votantes registrados no calificados se les permitió votar, presumiblemente por el oficialismo. En algunas circunscripciones, hubo denuncias de fraude electoral abierto. Pese a que muchas ONGs respaldaron estas acusaciones y afirmaron encontrar varias personas registradas como votantes fallecidas hacía mucho tiempo, la Comisión Electoral desestimó las denuncias como un intento de "afectar el proceso democrático y empañar la imagen del país en el exterior".

## Enlaces exterños
- South Asia Analysis Group sinopsis de los resultados de las elecciones de 1999. (en inglés)
- Trends in Malaysia: Election Assessment (PDF) una colección de 62 páginas de artículos del Instituto de Estudios del Sudeste Asiático después de las elecciones de 1999. (en inglés)

- Datos: Q564313